# Centerville (condado de Montgomery, Ohio)
Centerville es una ciudad ubicada en el condado de Montgomery en el estado estadounidense de Ohio. En el Censo de 2010 tenía una población de 23999 habitantes y una densidad poblacional de 854,41 personas por km².

## Geografía
Centerville se encuentra ubicada en las coordenadas 39°38′4″N 84°8′45″O / 39.63444, -84.14583. Según la Oficina del Censo de los Estados Unidos, Centerville tiene una superficie total de 28.09 km², de la cual 27.92 km² corresponden a tierra firme y (0.6%) 0.17 km² es agua.

## Demografía
Según el censo de 2010, había 23999 personas residiendo en Centerville. La densidad de población era de 854,41 hab./km². De los 23999 habitantes, Centerville estaba compuesto por el 90.23% blancos, el 3.98% eran afroamericanos, el 0.22% eran amerindios, el 3.21% eran asiáticos, el 0.05% eran isleños del Pacífico, el 0.4% eran de otras razas y el 1.93% pertenecían a dos o más razas. Del total de la población el 1.83% eran hispanos o latinos de cualquier raza.